# Політичні партії Ліхтенштейну
Список політичних партій Ліхтенштейну включає чотири партії. Після обрання чинності конституції Ліхтенштейну 1918 року створюються політичні партії.

## Партії
| Назва                                                                                       | Скорочена назва | Ідеологія                                                     | Депутати | Рік заснування |
| ------------------------------------------------------------------------------------------- | --------------- | ------------------------------------------------------------- | -------- | -------------- |
| Патріотичний союз Vaterländische Union                                                      | VU              | Християнська демократія, Ліберальний консерватизм             | 10       | 1936           |
| Прогресивна громадянська партія Ліхтенштейну Fortschrittliche Bürgerpartei in Liechtenstein | FBP             | Консерватизм, Християнська демократія, Економічний лібералізм | 10       | 1918           |
| Вільний список Freie Liste                                                                  | FL              | Соціал-демократія, Зелені                                     | 3        | 1985           |
| Незалежні Die Unabhängigen                                                                  | DU              | Соціал-демократія, Зелені                                     | 0        | 2012           |

## Партії та рухи, що припинили свою діяльність
- Безпартійний список (нім. Überparteiliche Liste Liechtenstein), 1980-ті–1999 рр.
- Ліхтенштейнська вітчизна (нім. Liechtensteiner Heimatdienst), 1933–1936 рр.; попередниця партії Патріотичний союз
- Німецький національний рух Ліхтенштейну (нім. Volksdeutsche Bewegung in Liechtenstein), 1930-ті рр.
- Робітничо-селянська партія (нім. Partei der Unselbständig Erwerbenden und Kleinbauern)
- Християнсько-соціальна партія Ліхтенштейну (нім. Christlich-soziale Partei Liechtensteins), 1961–1974 рр.
- Християнсько-соціальна народна партія (нім. Christlich-Soziale Volkspartei), 1918–1936 рр.; попередниця партії Патріотичний союз